# 不怕鬼的故事
《不怕鬼的故事》，中国社会科学院文学研究所编写，1961年出版。该书编选了100个不怕鬼的故事，来自《太平广记》《聊斋志异》等古籍。

## 历史
1959年，毛泽东提议从古代志异作品中选取若干不怕鬼的故事编成一册，中国科学院文学研究所所长何其芳受任主持编写，1961年2月由人民文学出版社出版。毛泽东为何其芳所作序言作了多处加写，并推荐给干部阅读。该书序言在《人民日报》和《红旗》杂志上发表，该书被译为多种语言。